# Dalma Caneva
Dalma Caneva (ur. 6 maja 1994) – włoska zapaśniczka walcząca w stylu wolnym. Zajęła dziewiąte miejsce na mistrzostwach świata w 2018 roku.
Wicemistrzyni Europy w 2020; trzecia w 2021 i 2023; piąta w 2012. Ósma w indywidualnym Pucharze Świata w 2020. Dwunasta na igrzyskach europejskich w 2015. Srebrna medalistka igrzysk śródziemnomorskich w 2018 i brązowa w 2022. Mistrzyni śródziemnomorska w 2015. Dziesiąta na igrzyskach wojskowych w 2019. Trzecia w wojskowych MŚ w 2014. Mistrzyni Europy i druga na MŚ juniorów w 2014 roku.